# Donat Pfeiffer
Donat Pfeiffer, auch Donatus Pfeif(f)er und Pfeyffer, (* um 1500 in Priebus, Schlesien; † 1562 in Leschwitz bei Görlitz) war ein deutscher evangelischer Geistlicher.

## Leben
Sein Bakkalaureat legte Donat Pfeiffer 1519 in Frankfurt/Oder ab. Nach seinem Studium an der Brandenburgischen Universität Frankfurt wurde Donatus Pfeiffer zunächst Prädikant in Görlitz und Ostern 1530 Prediger in Kamenz. Er musste die Stadt Kamenz jedoch verlassen, weil er sich 1534 verheiratet hatte. Er war damit der erste verheiratete evangelische Prediger in Kamenz.
Die Äbtissin des Klosters Marienstern, der Pleban und der Stadtschreiber von Kamenz wirkten auf Bischof Johann von Meißen ein, welcher ihn deshalb zwang, sein Amt niederzulegen. Wie aus den historischen Niederschriften ersichtlich ist, trat Pfeiffer nach seiner Absetzung in Kamenz in den Folgejahren gleichzeitig in verschiedenen Kirchen als Prediger auf. Für die Jahre 1535 bis 1538 wurde Pfeiffer im Pfarramt Markersdorf als Pfarrer geführt.
Im schlesischen Goldberg predigte er als evangelischer Pfarrer bis 1536. In der Zeit von 1535 bis 1538 hielt er in der Kirche zu Königsbrück evangelische Predigten. Ab 1536 wurde Pfeiffer auch als der erste evangelische Pfarrer in Ebersbach bei Görlitz notiert, von wo aus er am 30. November 1549 zum Unterdiakon der Görlitzer Nikolai-Pfarrkirche berufen wurde. Südlich der Görlitzer Altstadt in Leschwitz wurde Donatus Pfeiffer im Jahr 1555 Pfarrer. Hier starb er 1562.